# Bidouillabilité
La bidouillabilité (en anglais hackability) est la capacité pour quelque chose (système, objet technique, outil, etc.) à être détourné de sa vocation initiale pour de nouveaux usages. 
La bidouillabilité peut par exemple qualifier un système dont on peut observer le fonctionnement interne pour le comprendre, en vue de le modifier. Le terme est un essai de traduction de l'anglais hackability, lui-même issu de hacker, qui ne doit pas être compris au sens de pirate informatique (abus de langage récent véhiculé par les médias).
La bidouillabilité ne tient pas compte de la légalité de la démarche : détourner l'usage d'un système technique de façon créative, c'est démontrer sa bidouillabilité, que la démarche soit légale ou pas.
Le terme a, entre autres, été popularisé en 2009 par Tristan Nitot, qui en a donné ensuite la définition reprise plus haut. Historiquement, le concept peut être relié à la « convivialité » d'Ivan Illich pour qui la complexité technologique grandissante fait perdre de l'autonomie aux individus.

## Exemples

### Logiciels
Parmi les objets par nature bidouillables figurent les logiciels libres. Tristan Nitot cite Firefox comme logiciel particulièrement « bidouillable » puisque non seulement le code est ouvert, mais en plus le logiciel est extensible pour que l'utilisateur puisse l'adapter facilement à de nouveaux usages.

### Ordinateurs
Les ordinateurs du projet One Laptop per Child sont dans leur conception même faits pour être démontés sans risque par un enfant. Les spécifications ouvertes de ces matériels permettent également de les modifier.

### Smartphones
Certains smartphones sont hautement bidouillables au point de permettre (plus ou moins volontairement) de remplacer leur système d'exploitation par un autre, au moyen d'un Custom firmware (en).